# Stig Sjödinpriset
Stig Sjödinpriset är ett svenskt litteraturpris som uppmärksammar arbetarlitteratur och utdelas årligen sedan 1997. Priset, som är på 50 000 svenska kronor, instiftades av Stig Sjödin-sällskapet, Runö folkhögskola samt fackförbunden Kommunal, Metall, Skogs- och Träfacken.

## Pristagare
- 1997 – Göran Greider
- 1998 – Sara Lidman
- 1999 – Fredrik Ekelund
- 2000 – Tony Samuelsson
- 2001 – Gösta Friberg
- 2002 – Claes Andersson
- 2003 – Bernt-Olov Andersson
- 2004 – Aino Trosell
- 2005 – Mikael Wiehe
- 2006 – Kjell Eriksson
- 2007 – Emil Jensen
- 2008 – Ove Allansson
- 2009 – Malin Klingzell-Brulin
- 2010 – Jenny Wrangborg
- 2011 – Johannes Anyuru
- 2012 – Eija Hetekivi Olsson
- 2013 – Anna Jörgensdotter, Helene Rådberg, Carolina Thorell
- 2014 – Jason Diakité ("Timbuktu")
- 2015 – Lena Kallenberg
- 2016 – Mattias Alkberg
- 2017 – Sara Beischer
- 2018 – Vibeke Olsson
- 2019 – Bob Hansson
- 2020 – Karin Smirnoff[2]
- 2021 – Rasmus Landström[3]
- 2022 – Susanna Alakoski[4]
- 2023 – Robert Nyberg[5]
- 2024 – Nicolas Lunabba[6]

### Fotnoter
1. ↑  ”Anyuru får Stig Sjödin-priset”. Sydsvenskan. 8 september 2011. Arkiverad från originalet den 15 september 2012. https://archive.is/20120915092056/http://www.sydsvenskan.se/kultur-och-nojen/bocker/anyuru-far-stig-sjodin-priset/.
2. ↑  ”Stig Sjödinpriset 2020 tilldelas Karin Smirnoff”. IF Metall. 15 september 2020. https://news.cision.com/se/if-metall/r/stig-sjodinpriset-2020-tilldelas-karin-smirnoff,c3194397. Läst 4 april 2021.
3. ↑  ”Rasmus Landström får Stig Sjödin priset 2021”. Stig Sjödin Sällskapet. 22 juni 2021. https://stigsjodin.wordpress.com/2021/06/22/stig-sjodinpriset-2021/. Läst 7 oktober 2021.
4. ↑  ”Stig Sjödinpriset 2022 tilldelas Susanna Alakoski”. Stig Sjödin Sällskapet. 1 september 2022. https://stigsjodin.wordpress.com/2022/09/01/stig-sjodinpriset-2022-tilldelas-susanna-alakoski/. Läst 28 januari 2023.
5. ↑  ”Stig Sjödinpriset 2023 tilldelas Robert Nyberg | IF Metall”. via.tt.se. https://via.tt.se/pressmeddelande/3351916/stig-sjodinpriset-2023-tilldelas-robert-nyberg?publisherId=3235396. Läst 11 september 2024.
6. ↑  ”Stig Sjödinpriset 2024 tilldelas Nicolas Lunabba | IF Metall”. via.tt.se. https://via.tt.se/pressmeddelande/3526980/stig-sjodinpriset-2024-tilldelas-nicolas-lunabba?publisherId=3235396&lang=sv. Läst 11 september 2024.